# دوري هونغ كونغ لكرة القدم 1946–47
دوري هونغ كونغ لكرة القدم 1946–47 هو موسم من دوري هونغ كونغ لكرة القدم ‏. وهو أعلى دوري لكرة القدم في هونغ كونغ فاز فيه Sing Tao SC ‏.